# Електрофон

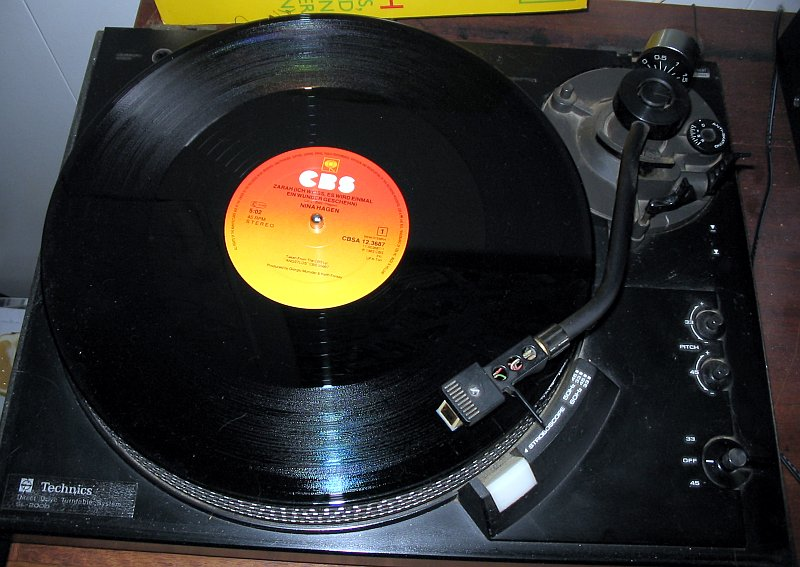
Програвач вінілових дисків (грамплатівок).

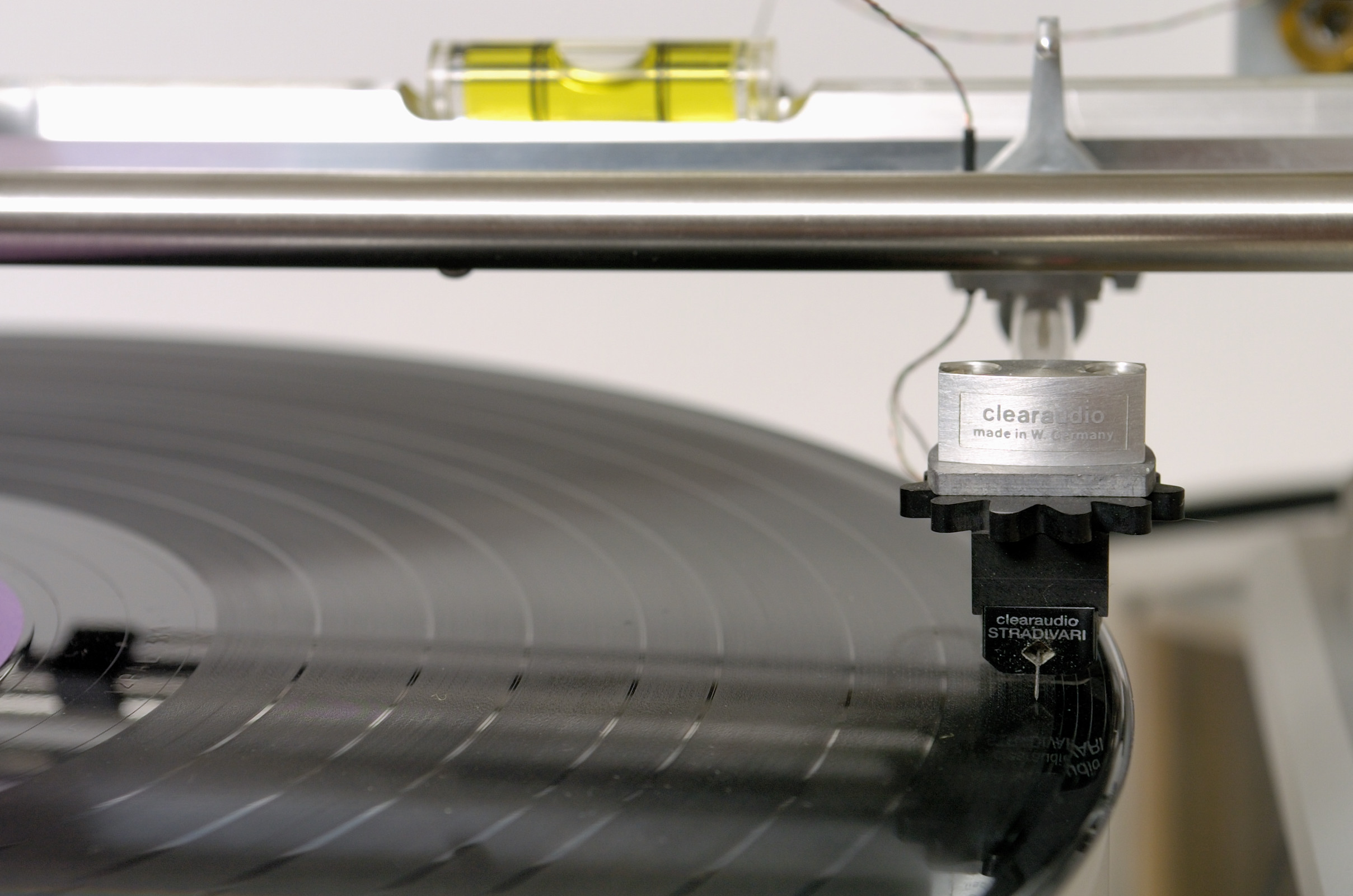
Голка приладу.

Програвач вінілових дисків (грамплатівок).

Електрофон (скорочення від застарілого терміна «електропатефон») — пристрій для відтворення звуку з вінілових грамплатівок.
У побуті електрофон часто називається також терміном програвач; в жаргоні може називатись вертушка, що позначає аналогічний апарат, але призначений для підключення до зовнішнього підсилювача потужності звукової частоти. Таким чином, програвач від електрофона відрізняється тим же, чим магнітофонна приставка відрізняється від магнітофона, тобто наявністю вбудованого підсилювача потужності і використання терміна «програвач» щодо електрофона некоректно.
Електрофон може бути розрахований на відтворення моно-, стерео- або квадрофонічного запису.